# Brenno
Pour les articles homonymes, voir Brenno (homonymie).
Le Brenno est une rivière de Suisse, et un sous-affluent du Pô par le Tessin.

## Parcours
Il s'écoule depuis le col du Lukmanier dans le Valle di Blenio et, se dirigeant vers le sud, rejoint en rive gauche le Tessin à Biasca.

### Sources
- (de) Cet article est partiellement ou en totalité issu de l’article de Wikipédia en allemand intitulé « Brenno (Fluss) » (voir la liste des auteurs).